# Gordiano (senador)
Gordiano (em latim: (G)ordianus) foi um nobre romano dos séculos III e IV, pertencente à classe senatorial. Seu nome aparece em primeiro lugar numa lista de senadores segundo a qual cada um contribuiu com 400 000 sestércios, quiçá para custear um edifício em Roma. Só o seu último nome sobreviveu na inscrição. O empreendimento deve ser datado de cerca de 300.